# لياندرو داسابات
لياندرو داسابات (مواليد 30 مارس 1990) هو لاعب كرة قدم أرجنتيني.

## وصلات خارجية
- لياندرو داسابات على موقع رابطة كرة القدم اليابانية للمحترفين (اليابانية)
- لياندرو داسابات على موقع قاعدة بيانات كرة القدم.إي يو (الإنجليزية)
- لياندرو داسابات على موقع Soccerway.com (الإنجليزية)
- لياندرو داسابات على موقع عالم كرة القدم.نت (الإنجليزية)